# Raymond Abad
Raymond Abad (Marrakech, 17 dicembre 1930 – 24 agosto 2018) è stato un allenatore di calcio e calciatore francese, di ruolo portiere.

## Carriera

### Calciatore
Inizia la carriera nel Limoges, con cui esordisce nella massima serie nella stagione 1958-1959, ottenendo il quindicesimo posto finale.
Nel 1959 passa ai cadetti del Grenoble, con cui vince la Division 2 1959-1960. La stagione in Division 1 si concluse con la retrocessione nella serie inferiore.
Il ritorno in massima serie è però immediato, grazie al primo posto nella Division 2 1961-1962.
Con il Grenoble raggiunse nell'estate 1962 la finale della Coppa delle Alpi 1962, persa contro gli italiani del Genoa che si imposero per 1-0.
Il ritorno in massima serie dura però solo una stagione, e Abad militerà nel Grenoble ancora due stagioni nella serie cadetta.

### Allenatore
Ha allenato dal 1967 al 1969 il Grenoble nella serie cadetta francese. Passa poi alla guida del Niort, con cui ottenne la promozione nella terza serie transalpina. Dal 1971 al 1977 è l'allenatore del SO Cholet, che guiderà nella Division 2 1975-1976, conclusasi con il ritorno in terza serie. Nel 1997 diviene direttore generale del Cholet.

## Statistiche

### Presenze e reti nei club
| Stagione        | Squadra         | Campionato      | Campionato | Campionato | Coppe nazionali | Coppe nazionali | Coppe nazionali | Coppe continentali | Coppe continentali | Coppe continentali | Altre coppe | Altre coppe | Altre coppe | Totale | Totale |
| Stagione        | Squadra         | Comp            | Pres       | Reti       | Comp            | Pres            | Reti            | Comp               | Pres               | Reti               | Comp        | Pres        | Reti        | Pres   | Reti   |
| --------------- | --------------- | --------------- | ---------- | ---------- | --------------- | --------------- | --------------- | ------------------ | ------------------ | ------------------ | ----------- | ----------- | ----------- | ------ | ------ |
| 1961-1962       | Grenoble        | D2              | 7          | -12        |                 | -               | -               | -                  | -                  | -                  | -           | -           | -           | 7      | -12    |
| 1962-1963       | Grenoble        | D1              | 14         | -?         |                 | -               | -               | -                  | -                  | -                  | -           | -           | -           | 14     | -?     |
| Totale Grenoble | Totale Grenoble | Totale Grenoble | 21+        | -?         |                 | -               | -               |                    | -                  | -                  |             | -           | -           | 21     | -?     |
| Totale carriera | Totale carriera | Totale carriera | 21+        | -?         |                 | -               | -               |                    | -                  | -                  |             | -           | -           | 21+    | -?     |

## Palmarès

### Competizioni nazionali
- Ligue 2: 2

Grenoble: 1959-1960, 1961-1962